# Campionato europeo maschile under 17 di calcio 2013
Il campionato europeo di calcio Under-17 2013 è stata la 12ª edizione del torneo organizzato dalla UEFA.
La fase finale si è giocata in Slovacchia dal 5 al 17 maggio 2013.
Le gare del Gruppo A si sono giocate a Žilina e Dubnica nad Váhom, quelle del Gruppo B a Nitra e Zlaté Moravce.
Le gare della fase a gironi si sono disputate il 5, 8 e 11 maggio. Le prime due classificate di ciascun raggruppamento hanno disputato le semifinali il 14 maggio a Žilina, che ha ospitato anche la finale il 17 maggio.
Le prime tre squadre di ciascun girone si sono qualificate per la Coppa del Mondo FIFA Under-17, in programma negli Emirati Arabi Uniti dal 17 ottobre all'8 novembre.
Al torneo hanno partecipato solo i giocatori nati dopo il 1º gennaio 1996.
La Russia ha vinto il campionato europeo di categoria per la 2ª volta nella sua storia battendo in finale l'Italia per 5-4 ai calci di rigore, dopo che i tempi regolamentari e supplementari si erano conclusi sullo 0-0.

## Città e stadi
- Štadión pod Dubňom, Žilina (Capienza 10.831)
- Mestský štadión, Dubnica nad Váhom (Capienza: 5.156)
- Štadión pod Zoborom, Nitra (Capienza: 5.050)
- Štadión FC ViOn, Zlaté Moravce (Capienza: 3.300)

## Qualificazioni
Il turno di qualificazione si è disputato tra il 24 settembre e il 14 novembre 2012: 52 rappresentative sono state divise in 13 gironi di 4 squadre.
Si sono qualificate al Turno Elite le prime due di ogni girone più le due migliori terze, escludendo il risultato della partita contro l'ultima classificata del proprio girone.
Nel Turno Elite le 28 squadre qualificate sono state divise in sette gironi, le cui vincenti si sono qualificate per la fase finale del torneo. Le partite si sono giocate tra il 21 e il 31 marzo 2013.

## Squadre qualificate
- Austria (vincente Gruppo 2)
- Croazia (vincente Gruppo 1)
- Italia (vincente Gruppo 7)
- Russia (vincente Gruppo 6)
- Slovacchia (paese organizzatore)
- Svezia (vincente Gruppo 3)
- Svizzera (vincente Gruppo 5)
- Ucraina (vincente Gruppo 4)

## Sorteggio dei gruppi
Il sorteggio per stabilire i gruppi della fase finale si è tenuto a Senec il 4 aprile 2013.
| Gruppo A   | Gruppo B |
| ---------- | -------- |
| Slovacchia | Russia   |
| Austria    | Ucraina  |
| Svizzera   | Croazia  |
| Svezia     | Italia   |

## Fase a gironi
|  | Qualificata alle semifinali e alla Coppa del Mondo Under-17 2013 |
|  | Qualificata alla Coppa del Mondo Under-17 2013                   |

### Gruppo A
| Pos. | Squadra    | Pt | G | V | N | P | GF | GS | DR |
| ---- | ---------- | -- | - | - | - | - | -- | -- | -- |
| 1.   | Slovacchia | 5  | 3 | 1 | 2 | 0 | 3  | 2  | +1 |
| 2.   | Svezia     | 5  | 3 | 1 | 2 | 0 | 2  | 1  | +1 |
| 3.   | Austria    | 4  | 3 | 1 | 1 | 1 | 3  | 3  | 0  |
| 4.   | Svizzera   | 1  | 3 | 0 | 1 | 2 | 3  | 5  | -2 |

| Arbitro: | Serdar Gözübüyük |

|                |           |  |
| Slaninka 80+2’ | Marcatori |  |

| Arbitro: | Anastasios Sidīropoulos |

|  |           |             |
|  | Marcatori | 38’ Engvall |

| Arbitro: | Neil Doyle |

|             |           |            |
| Zivotic 49’ | Marcatori | 44’ Suljic |

| Arbitro: | Ivajlo Stojanov |

|                        |           |                         |
| Varga 39’ Slaninka 69’ | Marcatori | 22’ Trachsel 29’ Kamber |

| Žilina 11 maggio 2013, ore 16:30 UTC+2 | Svezia        | 0 – 0 referto | Slovacchia | Štadión pod Dubňom\| Arbitro: \| Slavko Vinčić \| |
| Arbitro:                               | Slavko Vinčić |               |            |                                                   |

| Arbitro: | Nerijus Dunauskas |

|                           |           |            |
| Baumgartner 11’ Ripic 35’ | Marcatori | 57’ Kamber |

### Gruppo B
| Pos. | Squadra | Pt | G | V | N | P | GF | GS | DR |
| ---- | ------- | -- | - | - | - | - | -- | -- | -- |
| 1.   | Russia  | 5  | 3 | 1 | 2 | 0 | 4  | 1  | +3 |
| 2.   | Italia  | 5  | 3 | 1 | 2 | 0 | 3  | 2  | +1 |
| 3.   | Croazia | 5  | 3 | 1 | 2 | 0 | 2  | 1  | +1 |
| 4.   | Ucraina | 0  | 3 | 0 | 0 | 3 | 2  | 7  | -5 |

| Arbitro: | Ivajlo Stojanov |

|                                                 |           |  |
| Chodžanijazov 47’ Majrovič 62’ Žemaletdinov 79’ | Marcatori |  |

| Nitra 5 maggio 2013, ore 17:30 UTC+2 | Croazia    | 0 – 0 referto | Italia | Štadión pod Zoborom\| Arbitro: \| Neil Doyle \| |
| Arbitro:                             | Neil Doyle |               |        |                                                 |

| Zlaté Moravce 8 maggio 2013, ore 14:00 UTC+2 | Russia            | 0 – 0 referto | Croazia | Štadión FC ViOn\| Arbitro: \| Nerijus Dunauskas \| |
| Arbitro:                                     | Nerijus Dunauskas |               |         |                                                    |

| Arbitro: | Slavko Vinčić |

|                 |           |                             |
| Vačiberadze 61’ | Marcatori | 75’ Parigini 80+3’ Pugliese |

| Arbitro: | Serdar Gözübüyük |

|                |           |             |
| Capradossi 43’ | Marcatori | 12’ Gasilin |

| Arbitro: | Anastasios Sidīropoulos |

|              |           |                                |
| Cyhankov 17’ | Marcatori | 40’ (rig.) Halilović 71’ Murić |

## Fase finale
|  | Semifinali      | Semifinali      | Semifinali      |                 |        | Finale | Finale | Finale |  |
|  |                 |                 |                 |                 |        |        |        |        |  |
|  | Slovacchia      | Slovacchia      | 0               |                 |        |        |        |        |  |
|  | Slovacchia      | Slovacchia      | 0               |                 |        |        |        |        |  |
|  | Italia          | Italia          | 2               |                 |        |        |        |        |  |
|  | Italia          | Italia          | 2               |                 | Italia | Italia | 0 (4)  |        |  |
|  |                 |                 |                 |                 | Italia | Italia | 0 (4)  |        |  |
|  |                 |                 | Russia (d.c.r.) | Russia (d.c.r.) | 0 (5)  |        |        |        |  |
|  | Russia (d.c.r.) | Russia (d.c.r.) | Russia (d.c.r.) | Russia (d.c.r.) | 0 (5)  | 0 (10) |        |        |  |
|  | Russia (d.c.r.) | Russia (d.c.r.) |                 |                 |        |        |        |        |  |
|  | Svezia          | Svezia          | 0 (9)           |                 |        |        |        |        |  |

### Semifinali
| Arbitro: | Nerijus Dunauskas |

|  |           |                            |
|  | Marcatori | 3’ Pugliese 64’ Capradossi |

| Arbitro: | Slavko Vinčić |

| |                       | |
| Rudkovskij Žemaletdinov Chodžanijazov Šejdaev Gasilin Paršikov S. Makarov Lichačëv Barinov Mitrjuškin Šejdaev | Tiri di rigore 10 – 9 | Ssewankambo Wahlqvist Lipovac Berisha Halvadzic Bergman Sonko Sundberg Suljic Ramhorn Mohlin Ssewankambo |

### Finale
| Arbitro: | Anastasios Sidīropoulos |

|                                                               |                      |                                                                      |
| Di Molfetta Cerri Sciacca Capradossi Dimarco Parigini Palazzi | Tiri di rigore 4 – 5 | Šejdaev Chodžanijazov Paršikov Buranov Gasilin A. Makarov S. Makarov |